# Geraldine Brooks
Geraldine Brooks, född 14 september 1955 i Sydney i New South Wales, är en australisk-amerikansk journalist och författare. Hon mottog Pulitzerpriset 2006 för March.

## Biografi
Brooks växte upp i Sydneys västra förorter. Hon studerade vid Bethlehem College i Sydney och senare vid University of Sydney. Hon arbetade som reporter för The Sydney Morning Herald. Hon tog en Masterexamen i journalistik vid Columbia University i New York 1983. Därefter arbetade Brooks för Wall Street Journal, där hon rapporterade om Mellanöstern, Afrika och Balkanländerna.
Brooks gifte sig med Tony Horwitz i Tourrettes-sur-Loup i Frankrike 1984. Hon konverterade samtidigt till judendomen, vilken är Horwitz religion. De har en son, Nathaniel, och delar sin tid mellan sina hem i Martha's Vineyard i USA och Sydney i Australien.

## Verk
Geraldine Brooks första bok, Nine Parts of Desire (1994), som baseras på hennes erfarenheter bland muslimska kvinnor i Mellanöstern, blev en internationell bästsäljare och är översatt till 17 språk. Foreign Correspondence (1997), vilken vann Nita Kibble Literary Award för kvinnligt författande, är en memoar och ett reseäventyr om hennes brevvänner, runt om i världen, från barndomen och hennes försök att i vuxen ålder återfinna dem.
Geraldine Brooks första roman, Year of Wonders, som gavs ut 2001, blev en internationell bästsäljare. Den utspelar sig 1666 och följer en ung kvinnas kamp för att rädda byns invånare när pesten plötsligt drabbar dem. Hennes andra roman, March, gavs ut februari 2005 och är en historisk roman som utspelar sig under amerikanska inbördeskriget. Det är en krönika över krigserfarenheterna för March-flickornas frånvarande far i Louisa May Alcotts roman Little Women.
People of the Book, som gavs ut i januari 2008, är en fiktiv berättelse om Sarajevo-Haggadans historia. Romanen vann både Australian Book of the Year Award och Australian Literary Fiction Award 2008.

### Utgivet på svenska
- Allahs döttrar 1995
- Undrens tid 2003

## Priser och utmärkelser
- Pulitzerpriset för skönlitteratur 2006 för March